# ジロ・ディ・ロンバルディア2006
ジロ・ディ・ロンバルディア2006は、ジロ・ディ・ロンバルディアの100回目のレース。2006年10月14日に行われた。

## 結果
メンドリージオからコモまでの246km。
| 順位 | 選手名                   | 国籍           | チーム                             | 時間          |
| ---- | ------------------------ | -------------- | ---------------------------------- | ------------- |
| 1    | パオロ・ベッティーニ     | イタリア       | クイックステップ・イネルゲティック | 6時間08分06秒 |
| 2    | サムエル・サンチェス     | スペイン       | エウスカルテル・エウスカディ       | +8秒          |
| 3    | ファビアン・ヴェークマン | ドイツ         | ゲロルシュタイナー                 | 同            |
| 4    | クリスティアン・モレーニ | イタリア       | コフィディス                       | +14秒         |
| 5    | ダヴィデ・レベッリン     | イタリア       | ゲロルシュタイナー                 | +46秒         |
| 6    | マッテオ・カッラーラ     | イタリア       | ランプレ・フォンディタル           | 同            |
| 7    | フランク・シュレク       | ルクセンブルク | チームCSC                          | 同            |
| 8    | マイケル・ボーヘルト     | オランダ       | ラボバンク                         | +48秒         |
| 9    | ダニーロ・ディルーカ     | イタリア       | リクイガス                         | +2分32秒      |
| 10   | アンドレア・パゴト       | イタリア       | チェラミカ・パナリア＝ナヴィガーレ | +3分53秒      |

## エピソード
- 当レースは、2006年のUCIプロツアー対象最終レースであり、本来ならば当レース終了後、当年のプロツアー総合優勝者であるアレハンドロ・バルベルデに対する表彰式を行う予定であったが、当レースの主催者であるRCSスポルトが、UCIプロツアー制度に対する反発から、実施しないという異常事態が起こった。ただこれに対してはプロツアーに参加するチームの多くから反対の声が上がり、プロツアーに参加する全チームが当レースの表彰式を完全ボイコットすることで、グランツールの主催者側の態度に抗議の意思を表明した。